# Varázsének (Született feleségek)
A Varázsének (The Miracle Song) a Született feleségek (Desperate Housewives) című amerikai filmsorozat ötvenhatodik epizódja. Az Amerikai Egyesült Államokban először az ABC (American Broadcasting Company) adó sugározta 2006. november 26-án.

## Az epizód cselekménye
|  | Alább a cselekmény részletei következnek! |

A szomszédság karácsonyi összejövetele szép hagyomány volt a Lila Akác közben. Jó apropót szolgáltatott az ünnepi jókedv terjesztésére, s persze a bulira mindenki hivatalos volt, aki az utcában lakott, még Art Shepard is, az új szomszéd…De, ahogy a nagy este közeledett, az ünnepi jókedven kívül más is terjedt…A pletyka Arthur-ról. A Lila Akác köz lakói számára ez volt az év legcsodálatosabb napja, ám Arthur és a húga számára nyomasztóan csöndes éjnek bizonyult! Miután Orson anyja elmesélte Bree-nek, hogy a fia csalta az előző feleségét, egy bizonyos Monique-kal, Bree elküldi a férfit. Ian bejelenti Susan-nek, hogy a szülei látogatóba érkeznek, és szeretné, ha ő főzné nekik az ünnepi vacsorát. Persze a cseppet sem konyhatündér Susan ettől óriási pánikba esik, ám szerencsére számíthat Bree segítségére. Miközben Carlos Mike-nál tengeti a mindennapjait, Gabrielle az egyik tanítványa özvegy édesapjával randizik. A rendőrség ez idő alatt továbbra is nagy erőkkel folytat nyomozást Monique halálának ügyében. Gloria Hodge arról győzködi Bree-t, hogy sokkal jobbat érdemel a fiánál, ezért sürgősen szabaduljon meg tőle – ha lehet, végérvényesen. Rebecca, Art húga szemrehányást tesz Lynette-nek, amiért az a rossz hírüket kelti és megpróbálja felvilágosítani, hogy nagyon félreértette a helyzetet. Mike-ot gyilkosság vádjával letartóztatják, s nem sokkal később Edie is szakít vele.

## Mellékszereplők
- Dougray Scott – Ian Hainsworth
- Kathryn Joosten – Karen McCluskey
- Matt Roth – Art Shephard
- Jennifer Dundas – Rebecca Shephard
- Valerie Mahaffey – Alma Hodge
- Alec Mapa – Vern
- Mark Deklin – Bill Pearce
- Alison LaPlaca – Rita Patterson
- Dixie Carter – Gloria Hodge
- Pat Crawford Brown – Ida Greenberg
- Juliette Goglia – Amy Pearce
- Kathleen Bailey – Lauren
- Maria Cominis – Mona Clark
- Chase Kim – Mentőasszisztens
- Lenny Schmidt – Szomszéd férfi

## Mary Alice epizódzáró monológja
- A narrátor, Mary Alice monológja az epizód végén így hangzik (a magyar változat alapján):

"Megvan az oka, hogy az emberek alig várják a karácsonyt. És annak vajmi kevés köze van a családi összejövetelekhez, az összekucorodva kortyolgatott tojáslikőrhöz, vagy ahhoz a váratlan csókhoz a fagyöngy alatt, netán az ajándékhoz, amivel a kedves lepi meg. Nem, az emberek azért örülnek a karácsonynak, mert tudják, hogy akkor jön el a csodák ideje."

## Epizódcímek szerte a világban
- Angol: The Miracle Song (A csodaének)
- Francia: Le temps des miracles (A csodák ideje)
- Német: Eskalation (Eszkaláció)
- Olasz: Natale a Wisteria Lane (Karácsony a Lila Akác közben)
- Spanyol: Época de Milagros (A csodák ideje)
- Lengyel: Święta na Wisteria Lane (Karácsony a Lila Akác közben)